# Natação no Campeonato Mundial de Esportes Aquáticos de 2019 - 50 m costas masculino
A prova dos 50 metros costas masculino da natação no Campeonato Mundial de Esportes Aquáticos de 2019 ocorreu nos dias 27 de julho e 28 de julho, em Gwangju, na Coreia do Sul. 

## Recordes
Antes desta competição, os recordes mundiais e do campeonato nesta prova eram os seguintes:
| Tipo                  | Atleta             | Tempo | Local   | Data                |
| --------------------- | ------------------ | ----- | ------- | ------------------- |
|                       | Kliment Kolesnikov | 24.00 | Glasgow | 4 de agosto de 2018 |
| Recorde do campeonato | Liam Tancock       | 24.04 | Roma    | 2 de agosto de 2009 |

## Medalhistas
| Ouro               | Prata              | Bronze                   |
| Zane Waddell (RSA) | Evgeny Rylov (RUS) | Kliment Kolesnikov (RUS) |

## Cronograma
Todos os horários são locais (UTC+9). 
| Data        | Hora  | Evento        |
| ----------- | ----- | ------------- |
| 27 de julho | 10:23 | Eliminatórias |
| 27 de julho | 21:08 | Semifinal     |
| 28 de julho | 20:02 | Final         |

## Resultados

### Eliminatórias
Esses foram os resultados das eliminatórias. Foram realizadas no dia 27 de julho com início às 10:23. 
| Pos. | Bateria | Raia | Nadador                | Nacionalidade          | Tempo | Notas            |
| ---- | ------- | ---- | ---------------------- | ---------------------- | ----- | ---------------- |
| 1    | 8       | 4    | Kliment Kolesnikov     | Rússia                 | 24.61 | Q                |
| 2    | 7       | 5    | Michael Andrew         | Estados Unidos         | 24.70 | Q                |
| 3    | 8       | 3    | Jérémy Stravius        | França                 | 24.78 | Q                |
| 4    | 7       | 6    | Zane Waddell           | África do Sul          | 24.84 | Q                |
| 5    | 6       | 5    | Xu Jiayu               | China                  | 24.87 | Q                |
| 6    | 6       | 4    | Ryan Murphy            | Estados Unidos         | 24.93 | Q                |
| 7    | 5       | 6    | Mohamed Samy           | Egito                  | 24.95 | Q,               |
| 8    | 6       | 2    | Guilherme Guido        | Brasil                 | 24.98 | Q                |
| 9    | 7       | 4    | Robert Glință          | Roménia                | 25.00 | Q                |
| 9    | 8       | 7    | Apostolos Christou     | Grécia                 | 25.00 | Q                |
| 11   | 8       | 5    | Shane Ryan             | Irlanda                | 25.10 | RET              |
| 12   | 6       | 6    | Jonatan Kopelev        | Israel                 | 25.11 | Q                |
| 12   | 7       | 3    | Mikita Tsmyh           | Bielorrússia           | 25.11 | Q                |
| 14   | 8       | 6    | Richárd Bohus          | Hungria                | 25.12 | Q                |
| 15   | 8       | 2    | Evgeny Rylov           | Rússia                 | 25.16 | Q                |
| 16   | 7       | 2    | Michael Laitarovsky    | Israel                 | 25.26 | Q                |
| 17   | 7       | 7    | Simone Sabbioni        | Itália                 | 25.28 | Q                |
| 18   | 8       | 8    | Gábor Balog            | Hungria                | 25.29 |                  |
| 19   | 7       | 0    | Tomasz Polewka         | Polónia                | 25.31 |                  |
| 20   | 6       | 3    | Mitch Larkin           | Austrália              | 25.33 |                  |
| 21   | 7       | 8    | Thierry Bollin         | Suíça                  | 25.37 |                  |
| 22   | 5       | 4    | Lee Ju-ho              | Coreia do Sul          | 25.42 |                  |
| 23   | 6       | 1    | Juan Segura            | Espanha                | 25.46 |                  |
| 24   | 5       | 2    | Quah Zheng Wen         | Singapura              | 25.50 |                  |
| 24   | 8       | 1    | Bernhard Reitshammer   | Áustria                | 25.50 |                  |
| 26   | 6       | 0    | Thomas Ceccon          | Itália                 | 25.58 |                  |
| 26   | 6       | 8    | Nicholas Pyle          | Reino Unido            | 25.58 |                  |
| 28   | 6       | 7    | Conor Ferguson         | Irlanda                | 25.60 |                  |
| 29   | 5       | 3    | Charles Hockin         | Paraguai               | 25.62 |                  |
| 30   | 5       | 5    | Alexis Santos          | Portugal               | 25.68 |                  |
| 31   | 6       | 9    | Tomáš Franta           | Chéquia                | 25.69 |                  |
| 32   | 5       | 1    | Nguyen Paul Le         | Vietname               | 25.73 |                  |
| 33   | 8       | 9    | Wang Peng              | China                  | 25.79 |                  |
| 34   | 4       | 6    | Srihari Nataraj        | Índia                  | 25.83 | Recorde nacional |
| 35   | 4       | 2    | Merdan Ataýew          | Turquemenistão         | 25.84 |                  |
| 36   | 4       | 7    | Kristofer Rogic        | Croácia                | 25.91 |                  |
| 37   | 4       | 3    | Metin Aydin            | Turquia                | 25.95 |                  |
| 37   | 5       | 7    | Emir Muratović         | Bósnia e Herzegovina   | 25.95 |                  |
| 39   | 5       | 0    | Karl Johann Luht       | Estónia                | 25.97 |                  |
| 40   | 4       | 4    | Chuang Mu-lun          | Taipé Chinesa          | 25.99 |                  |
| 41   | 7       | 1    | I Gede Siman Sudartawa | Indonésia              | 26.00 |                  |
| 42   | 4       | 1    | Driss Lahrichi         | Marrocos               | 26.12 |                  |
| 42   | 5       | 8    | Tern Jian Han          | Malásia                | 26.12 |                  |
| 44   | 4       | 8    | Kristinn Þórarinsson   | Islândia               | 26.42 |                  |
| 44   | 4       | 9    | Ģirts Feldbergs        | Letônia                | 26.42 |                  |
| 46   | 3       | 6    | Steven Aimable         | Senegal                | 26.48 |                  |
| 46   | 7       | 9    | Robinson Molina        | Venezuela              | 26.48 |                  |
| 48   | 4       | 0    | Jack Kirby             | Barbados               | 26.52 |                  |
| 49   | 5       | 9    | Armando Barrera        | Cuba                   | 26.53 |                  |
| 50   | 2       | 1    | Ali Al-Zamil           | Kuwait                 | 26.79 |                  |
| 51   | 3       | 1    | Jason Arthur           | Gana                   | 26.84 |                  |
| 52   | 3       | 2    | Gabriel Castillo       | Bolívia                | 26.94 |                  |
| 53   | 4       | 5    | Kasipat Chograthin     | Tailândia              | 26.95 |                  |
| 54   | 3       | 5    | Filippos Iakovidis     | Chipre                 | 27.00 |                  |
| 55   | 3       | 4    | Dimuth Peiris          | Sri Lanka              | 27.18 |                  |
| 56   | 1       | 3    | Ghirmai Efrem          | Eritreia               | 27.96 |                  |
| 57   | 3       | 3    | Bradley Vincent        | Ilhas Maurícias        | 27.97 |                  |
| 58   | 1       | 5    | Delron Felix           | Granada                | 28.15 |                  |
| 59   | 3       | 7    | Eisner Barberena       | Nicarágua              | 28.25 |                  |
| 60   | 3       | 8    | Ado Gargović           | Montenegro             | 28.27 |                  |
| 61   | 2       | 7    | Omar Alrowaila         | Bahrein                | 28.57 |                  |
| 63   | 2       | 8    | Juhn Tenorio           | Marianas Setentrionais | 29.42 |                  |
| 62   | 2       | 2    | Juwel Ahmmed           | Bangladesh             | 29.33 |                  |
| 64   | 2       | 4    | Tendo Mukalazi         | Uganda                 | 29.70 |                  |
| 65   | 3       | 0    | Leon Seaton            | Guiana                 | 29.92 |                  |
| 66   | 2       | 0    | Alassane Lancina       | Níger                  | 30.01 |                  |
| 67   | 3       | 9    | Santisouk Inthavong    | Laos                   | 30.75 |                  |
| 68   | 2       | 5    | Olimjon Ishanov        | Tajiquistão            | 31.51 |                  |
| 69   | 1       | 2    | Samuele Rossi          | Seicheles              | 31.67 |                  |
| 70   | 2       | 3    | Alie Kamara            | Serra Leoa             | 34.66 |                  |
| 71   | 2       | 9    | Houmed Barkat          | Djibuti                | 37.03 |                  |
| 72   | 1       | 6    | Hollingsword Wolul     | Vanuatu                | 38.67 |                  |
| 73   | 2       | 6    | Hedayatullah Noorzad   | Afeganistão            | 39.09 |                  |
| 74   | 1       | 4    | Phillip Kinono         | Ilhas Marshall         | 41.27 |                  |
| 75   | 8       | 0    | Tomoe Zenimoto Hvas    | Noruega                | DNS   | DNS              |

### Semifinal
Esses foram os resultados das semifinais. Foram realizadas no dia 27 de julho com início às 21:08 
Semifinal 1
| Pos. | Raia | Nadador            | Nacionalidade  | Tempo | Notas |
| ---- | ---- | ------------------ | -------------- | ----- | ----- |
| 1    | 1    | Evgeny Rylov       | Rússia         | 24.56 | Q     |
| 2    | 3    | Ryan Murphy        | Estados Unidos | 24.64 | Q     |
| 3    | 5    | Zane Waddell       | África do Sul  | 24.72 | Q     |
| 4    | 4    | Michael Andrew     | Estados Unidos | 24.76 | Q     |
| 5    | 2    | Apostolos Christou | Grécia         | 24.76 | Q,    |
| 6    | 6    | Guilherme Guido    | Brasil         | 24.87 |       |
| 7    | 8    | Simone Sabbioni    | Itália         | 25.06 |       |
| 8    | 7    | Mikita Tsmyh       | Bielorrússia   | 25.12 |       |

Semifinal 2
| Pos. | Raia | Nadador             | Nacionalidade | Tempo | Notas |
| ---- | ---- | ------------------- | ------------- | ----- | ----- |
| 1    | 4    | Kliment Kolesnikov  | Rússia        | 24.35 | Q     |
| 2    | 2    | Robert Glință       | Roménia       | 24.53 | Q     |
| 3    | 3    | Xu Jiayu            | China         | 24.73 | Q     |
| 4    | 1    | Richárd Bohus       | Hungria       | 24.88 |       |
| 5    | 5    | Jérémy Stravius     | França        | 24.98 |       |
| 6    | 8    | Michael Laitarovsky | Israel        | 25.01 |       |
| 7    | 7    | Jonatan Kopelev     | Israel        | 25.02 |       |
| 8    | 6    | Mohamed Samy        | Egito         | 25.16 |       |

### Final
A final foi realizada em 28 de julho às 20:02. 
| Pos.              | Raia | Nadador            | Nacionalidade  | Tempo | Notas            |
| ----------------- | ---- | ------------------ | -------------- | ----- | ---------------- |
| Medalha de ouro   | 2    | Zane Waddell       | África do Sul  | 24.43 |                  |
| Medalha de prata  | 3    | Evgeny Rylov       | Rússia         | 24.49 |                  |
| Medalha de bronze | 4    | Kliment Kolesnikov | Rússia         | 24.51 |                  |
| 4                 | 6    | Ryan Murphy        | Estados Unidos | 24.53 |                  |
| 5                 | 1    | Michael Andrew     | Estados Unidos | 24.58 |                  |
| 6                 | 7    | Xu Jiayu           | China          | 24.64 |                  |
| 7                 | 5    | Robert Glință      | Roménia        | 24.67 |                  |
| 8                 | 8    | Apostolos Christou | Grécia         | 24.75 | Recorde nacional |

Legenda
| Recorde mundial       | Recorde mundial (World record)               |                       | Recorde africano                      | Recorde africano (African) |                                           | Q | Classificado por posição (Qualified) |
| Recorde do campeonato | Recorde do campeonato (Championship record)  | Recorde da América    | Recorde da América (Americas)         | q                          | Classificado por melhor tempo (Qualified) |   |                                      |
| Melhor marca do ano   | Melhor marca do ano (World leading)          | Recorde asiático      | Recorde asiático (Asian)              | DNS                        | Não largou (Did not start)                |   |                                      |
| Recorde nacional      | Recorde nacional (National record)           | Recorde europeu       | Recorde europeu (European)            | DNF                        | Não terminou (Did not finish)             |   |                                      |
| Recorde pessoal       | Recorde pessoal do atleta (Personal best)    | Recorde da Oceania    | Recorde da Oceania (Oceania)          | DSQ / DQ                   | Desclassificado (Disqualified)            |   |                                      |
| Recorde da temporada  | Recorde da temporada do atleta (Season best) | Recorde sul-americano | Recorde sul-americano (South America) | NM                         | Sem marca (No mark)                       |   |                                      |